# Хеклица
Хеклица има примену у прављењу омчи од плетива и њиховом спајању, ради формирања тканине хеклањем.То је округла осовина зашиљена на једном крају, иза које се налази бочни жлеб. Тачка олакшава уметање куке кроз материјал који се хекла, а жлеб омогућава да се петља провуче назад кроз материјал. Осовина се затим дели на радну површину која одређује номинални пречник куке и обезбеђује уједначену величину петљи формираних на њој и ручки.

## Конструкција
Хеклање се појавило као посебна текстилна уметност током раног 19. века, а многе хеклице су преживеле из тог периода. Оне се могу сортирати у две групе, једна са танким челичним кукама које су постављене у одвојене ручке, а друга укључује једноделне куке направљене од различитих материјала. Разлика између челичних и других хеклица постоји до данас, иако су све сада обично једноделне конструкције. Из ергономских разлога на ручку се могу поставити разне облоге. Китњасте ручке су такође додаване током времена, а један метод је био сцримсхав током Европе 19. века.
Хеклице се тренутно производе у пречницима од 0,35 mm до 25 mm. Ови пречници су назначени директно у милиметрима и различитим мерним јединицама на хеклицама. Куке испод 2,0 mm су направљене од челика (због његове чврстоће) и наизменично се називају челичне, чипкасте или навојне куке. Куке пречника 2,00 mm или већег називају се куке за предиво или обичне куке. Алуминијум је преовлађујући материјал од 2,0 mm до 6,0 mm (због његове мање тежине). Осим тога, бамбус, дрво и пластика су чешћи материјали (због тежине, још мање од алуминијума). Међутим, назначене границе величине између типова су приближне. Са изузетком најтањих кукица, које су увек направљене од челика, може се наићи и на друге материјале изван наведених опсега.
Током историје материјали за ручке и неке једноделне хеклице укључују: кост, бодље јежева, целулоид, агат, слоновачу и фосилизовану слоновачу мамута.
Дугачке хеклице се користе за тунезијско хеклање због карактеристичне технике, при којој се оставља велики број отворених омчи. Хеклице са кукама на оба краја, такође се користе за тунезијско хеклање и за још неке врсте хеклања.

## Историја
1. ↑  „Scrimshaw crochet hook”. collections.sea.museum (на језику: енглески). Приступљено 2024-07-23.
2. ↑  Kooler, Donna (2011). Encyclopedia of Crochet. Arkansas: Little Rock. стр. 13.